# Savusavu
Savusavu est une ville située dans la province fidjienne de Cakaudrove sur l'île Vanua Levu. La population de Savusavu était de 3 372 habitants au recensement de 2007. La ville est surnommée le « Paradis caché des Fidji ».

## Personnalités liées à la ville
- Benito Masilevu (1989-), joueur de rugby à XV international fidjien

## Annexe